# Dysodia amania
Dysodia amania är en fjärilsart som beskrevs av Paul E. Whalley 1968. Dysodia amania ingår i släktet Dysodia och familjen Thyrididae. Inga underarter finns listade i Catalogue of Life.